# Richard Swinburne
Richard G. Swinburne (26 de diciembre de 1934) es profesor emérito de Filosofía en la Universidad de Oxford. En los últimos 50 años, Swinburne ha sido un ferviente defensor de la teología natural, esto es, de los argumentos filosóficos para la existencia de Dios. Sus contribuciones filosóficas más importantes se encuentran en el campo de la filosofía de la religión y la filosofía de la ciencia. Causó muchísimo debate con sus primeros trabajos de filosofía de la religión, una trilogía que se compone de La coherencia del teísmo, La existencia de Dios, y Fe y Razón.

## Carrera académica
Swinburne recibió una beca abierta para estudiar Estudios clásicos en el Exeter College de Oxford, aunque se graduó con honores en política, filosofía y economía. Swinburne ha obtenido muchas becas de profesorado a lo largo de su carrera. Desde 1972 hasta 1985 enseñó en la Universidad de Keele. Durante este tiempo tuvo el honor de dar las Gifford Lectures en Aberdeen de 1984, de las cuales surgió el libro La evolución del alma. Desde 1985 hasta su jubilación el 2002 fue profesor de Filosofía de la Religión Cristiana en la Universidad de Oxford (ocupó su silla desde entonces Brian Leftow).
Swinburne ha sido un autor muy activo a lo largo de su carrera, produciendo un libro cada dos o tres años. Sus libros son principalmente trabajos académicos de filosofía especialmente técnicos, aunque también escribió de manera más accesible para todos los públicos. De sus obras menos técnicas, su ¿Existe un dios? (1996), un resumen de muchos de los argumentos para la existencia de Dios y su plausibilidad en la creencia de la misma, es probablemente su trabajo más popular, traducido a 22 idiomas.

## Apología del cristianismo
Como miembro de la Iglesia Ortodoxa, es señalado como uno de los más importantes apologistas cristianos, defendiendo en muchos artículos que la fe en la Cristiandad es racional y coherente en un sentido filosófico riguroso. Después de presentar una serie de argumentos que respaldan la idea de la existencia de Dios, argumenta que Dios es una entidad cuya existencia no es necesaria lógicamente (ver lógica modal), pero sí necesaria metafísicamente (como defiende en su trabajo El Dios Cristiano).
Otros temas que Swinburne trata incluyen la identidad personal (en el que expone una visión particular del concepto de alma) y la justificación epistémica.
A pesar de que es ampliamente conocido por su vigorosa defensa racional del punto de vista intelectual Cristiano, también tiene una teoría de la naturaleza de la fe pasional que desarrolla en el libro Fe y razón.
Según una entrevista que Swinburne concedió a la revista Foma, pasó de la Iglesia de Inglaterra a ser miembro de la Iglesia Ortodoxa hacia el año 1996:

No creo que haya cambiado mis creencias en ningún modo. Siempre he creído en la sucesión Apostólica: que la Iglesia tiene que tener su autoridad remitiéndose a los Apóstoles, y en la enseñanza general de la Iglesia Ortodoxa acerca de los santos y las oraciones por los difuntos y demás, son cosas en las que siempre he creído.

El método filosófico de Swinburne refleja la influencia de Tomás de Aquino y le identifica como un Teólogo Natural. Considera que los escritos de Aquino son un sistemático acercamiento a la filosofía teológica. Swinburne, como Aquino, parte de los asuntos filosóficos más básicos (por ejemplo, la pregunta por la posibilidad de que Dios exista, en La coherencia del teísmo), hacia creencias cristianas más específicas, como las proposiciones que Dios ha comunicado a Jesucristo sobre los asuntos humanos, en Revelación.
Swinburne articula su obra desde la filosofía hacia la teología, construyendo cada paso de forma rigurosa. Se basa en argumentos propios para defender las creencias cristianas particulares. Intenta conjugar los planteamientos cristianos más tradicionales con la defensa de que son compatibles con la ciencia contemporánea. Su método tiene un fuerte vínculo con la lógica inductiva, intentando mostrar que los postulados cristianos se respaldan aún más fuertemente con la evidencia.

## Algunas publicaciones
- The Concept of Miracle, 1970
- The Coherence of Theism, 1977 (parte 1 de su trilogía sobre Teismo)[1]
- The Existence of God, 1979 (nueva ed. 2004) (parte 2 de su trilogía sobre Teismo)
- Faith and Reason, 1981 (nueva ed. 2005) (parte 3 de su trilogía sobre Teismo)[2]
- The Evolution of the Soul, 1986, ISBN 0-19-823698-0. (1997 edición en línea)
- Miracles, 1989
- Responsibility and Atonement, 1989 (parte 1 de su tetralogía sobre Doctrinas Cristianas)
- Revelation, 1991 (parte 2 de su tetralogía sobre Doctrinas Cristianas)[3]
- The Christian God, 1994 (parte 3 de su tetralogía sobre Doctrinas Cristianas)
- Is There a God?, 1996, ISBN 0-19-823545-3
- Simplicity as Evidence of Truth, The Aquinas Lecture, 1997
- Providence and the Problem of Evil, 1998 (parte 4 de su tetralogía sobre Doctrinas Cristianas)[4]
- Epistemic Justification, 2001
- The Resurrection of God Incarnate, 2003

### Ediciones en español
- Richard Swinburne (2011). Existencia de Dios. Salamanca: San Esteban. ISBN 9788482602509.
- Richard Swinburne (2012). Fe y razón. Salamanca: San Esteban. ISBN 9788482602707.
- Richard Swinburne (2018). La coherencia del teísmo. Salamanca: San Esteban. ISBN 9788482603407.

## Autobiografía espiritual
- Richard Swinburne. 1993. "The Vocation of a Natural Theologian," en Philosophers Who Believe, Kelly James Clark, ed. (Downers Grove: InterVarsity Press) pp. 179–202

## Evaluación crítica
- Colin Brown. 1984. Miracles and the Critical Mind (Exeter: Paternoster/Grand Rapids: William B. Eerdmans Publishing), pp. 180–184
- Keith M. Parsons. 1989. God and the Burden of Proof: Plantinga, Swinburne, and the Analytic Defense of Theism (Buffalo: Prometheus)
- Nicholas Wolterstorff. 1995. Divine Discourse: Philosophical reflections on the claim that God speaks (Cambridge: Cambridge University Press)
- D. Mark Parks. 1995. Expecting the Christian Revelation: An Analysis and Critique of Richard Swinburne's Philosophical Defense of Propositional Revelation. Disertación Ph.D. (Fort Worth: Southwestern Baptist Theological Seminary)